# Mont-Royal (stacja metra)
Mont-Royal – stacja metra w Montrealu, na linii pomarańczowa. Obsługiwana przez Société de transport de Montréal (STM). Znajduje się w The Plateau, w dzielnicy Le Plateau-Mont-Royal.